# Etienne Heimann

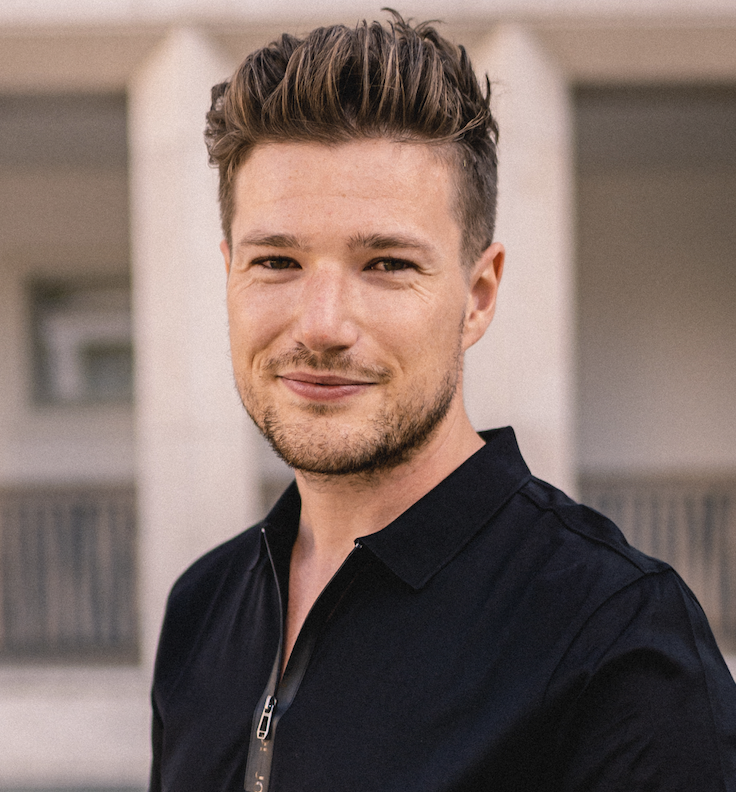
Etienne Heimann (2022)

Etienne Heimann (* 15. März 1996 in Nastätten, Rheinland-Pfalz) ist ein deutscher Drehbuchautor.

## Leben
Etienne Heimann wuchs in Katzenelnbogen auf und machte 2015 sein Abitur an der Julius-Wegeler Schule in Koblenz. Anschließend studierte er an der Filmakademie Baden-Württemberg. Heimann lebt in Köln.
Seit 2022 ist Heimann Headautor der ZDF-Serie Jenseits der Spree.

## Filmografie
- 2015: Rhein-Lahn Krimi: Bauernopfer[2]
- 2017: Rhein-Lahn Krimi: Jammertal[3][4]
- 2018: Am Cu Ce – Mein ganzer Stolz (Produktion)[5]
- 2018: Über die Alpen – Vom Aletschgletscher bis Locarno
- 2018: Ohne uns läuft nichts! – Die Oberfinanzdirektion Frankfurt am Main[6]
- 2019: Weil der Himmel nicht wartet[7]
- 2019: Die Chefin – Heilung
- 2019: Letzte Spur Berlin – Schuld[8]
- 2019: SOKO Hamburg – Raserhölle[9]
- 2020: Rhein-Lahn von oben mit Sky du Mont[10][11]
- 2020: Letzte Spur Berlin – Nähe[12]
- 2020: Die Rosenheim-Cops –  One Way in den Tod[13]
- 2020: Im Schatten der Schuld (FYEO / 6 Folgen)
- 2020: Letzte Spur Berlin – Verfehlte Liebe
- 2020: SOKO Hamburg – Schlangengrube[14]
- 2020: Die Rosenheim-Cops –  Rosenheim von oben[15]
- 2020: SOKO Leipzig – Zwischen den Zeilen
- 2021: Die Rosenheim-Cops –  Krieg am Gartenzaun
- 2021: Alarm für Cobra 11 – Unversöhnlich (Spielfilm)[16][17]
- 2021: M | Nachtspiel – Kurzfilm
- 2021: Letzte Spur Berlin – Todesangst
- 2021: Jenseits der Spree –  Toxisch[18][19]
- 2021: Jenseits der Spree – Zwischen den Welten[20][19]
- 2022: Alarm für Cobra 11 – Machtlos (Spielfilm)
- 2022: Alarm für Cobra 11 – Schutzlos (Spielfilm)[21]
- 2022: Großstadtrevier – Gefährliche Nachbarschaft[19]
- 2022: Jenseits der Spree –  Tommy[22][19]
- 2022: Jenseits der Spree – Einsam sterben[19]
- 2022: Jenseits der Spree – Spurlos[19]
- 2022: Jenseits der Spree –  Adrenalin
- 2022: Letzte Spur Berlin – Die Jäger
- 2022: Jenseits der Spree –  Du bist mein[19]
- 2023: Letzte Spur Berlin – Ausgeliefert[19]
- 2023: Jenseits der Spree – Aus dem Takt
- 2023: Großstadtrevier – Asphalt-Piraten[19]
- 2023: Jenseits der Spree / Die Chefin Crossover – Dunkelfeld
- 2023: Jenseits der Spree – Abserviert
- 2023: VOXtours – Südafrika
- 2023: VOXtours – Indien
- 2024: Jenseits der Spree – Invasion
- 2024: Großstadtrevier – Bankrott[19]
- 2024: Jenseits der Spree – Risiko
- 2024: Großstadtrevier – Der Prozess
- 2024: Der Alte – München sehen und sterben
- 2025: Jenseits der Spree – Tag der Abrechnung